# Мухарем Первић
Мухарем Первић (Хумићи, Кључ, 11. април 1934 — Београд, 29. јул 2011) био је српски есејиста, књижевни и позоришни критичар.

## Биографија
Основну школу је завршио у Старом Бечеју, гимназију у Зрењанину, а дипломирао је на катедри за Општу књижевност у Београду. Као студент био је главни уредник листа „Студент” и председник Универзитетског одбора Савеза студената Београдског универзитета.
Од 1958. Первић био је главни уредник књижевног часописа „Дело”, у коме је промовисао радове тада младих, касније угледних српских писаца, песника и теоретичара књижевности.
Други део живота и рада провео је као главни уредник Културно-уметничког програма телевизије Београд.
Јединствена је личност у српској новијој културној историји и један је од најзначајнијих критичара у периоду од Другог светског рата до данас. Књижевну критику и есеје објављивао је у „Политици” и „НИН-у”, а позоришном критиком и теоријом бави се од 1958. године. Критику је претворио у облик позоришног есеја. Као књижевни и позоришни критичар учествовао је у раду бројних жирија и био председник жирија за избор дванаест најбољих српских писаца од 1945. до 1985. године.
Био је један од приређивача првог издања сабраних дела Иве Андрића и аутор више студија и књига о језику, поетици, позоришту, књижевности, филозофији, као и телевизијске серије о послератном културном и уметничком живот - „Како се калио челик и остало”.
Његов син из брака са балерином Лидијом Пилипенко је глумац Игор Первић, док је у другом браку са продуцентом Славицом добио синове Николу и Милоша.
Преминуо је у Београду 29. јула 2011. године.

## Одабране награде
Добитник је и следећих награда:
- Награда „Ђорђе Јовановић”, за књигу Традиција и критика, 1977.
- Стеријина награда, за наслов „Воља за променом”, 1995.
- Повеља Удружења књижевника Србије, за животно дело, 2005.
- Награда „Тодор Манојловић”, за модерни уметнички сензибилитет, 2007.
- Танјугова награда „Златно перо” за најбољу позоришну критику о представама 41. Битефа, 2007.

## Дела

### Књиге
- Традиција и критика (1977, Награда Ђорђе Јовановић),
- Приповедање и мишљење (1978),
- Премијера (1978),
- Свитак по свитак (1988),
- Воља за променом (1995, Стеријина награда),
- Глумац и његова браћа (2002),
- Волшебна Ковачница (2004),
- Језик са седам кора (2004),
- Браво мајсторе! (2006).
- Дође ми да полудим (2010)

### Сценарио
- Филм "Бекства", заједно са Радошем Новаковићем (1968)[1]